# Обергаґ
Обергаґ (нім. Oberhaag) — громада в окрузі Лайбніц австрійської федеральної землі Штирія.

## Сусідні громади
| Санкт-Мартін-ім-Зульмталь (ДЛ) | Глайнштеттен | Санкт-Йоганн-ім-Заггауталь |
| Айбісвальд (ДЛ)                | Розташування | Лойчах Арнфельс            |
|                                | Словенія     |                            |